# میتاکه-کیو
میتاکه-کیو (انگلیسی: Mitake-kyo) یکی از فرقه‌های شینتو دین ملی ژاپن است. کوه مقدس آن کوه اونتاکه است. این فرقه توسط شیمویاما اوسوکه پایه‌گذاری شد. این فرقه در سال ۱۹۳۰ میلادی در حدود ۳ میلیون پیرو در ژاپن داشت.

## بررسی اجمالی
تشکیلاتی که تحت عنوان «شینتوی فرقه‌ای» قرار می‌گیرند به پنج گروه تقسیم می‌شوند. بعضی از آنها فرقه‌های خالص شینتویی هستند که ایزومو-تایشاکیو به این گروه تعلق دارد. بعضی دیگر تحت نفوذ و تأثیر کنفوسیوس قرار دارند. سرمنشأ بعضی دیگر کوه پرستی است که میتاکه-کیو در این گروه قرار دارد. بعضی بر پایه آداب باستانی تطهیر قرار دارند و سرانجام بعضی دیگر خاستگاهی دهقانی دارند و عمدتاً متوجه ایمان درمانی هستند.

## میتاکه-کیو
این فرقه از این جهت از فرقه‌های کوه پرستی خوانده شده‌است که پیروان آن اعتقاد دارند خدایان در کوه‌ها مستقر هستند. عبادت کنندگان در بالای هر کوه زیارتگاهی کوچکی بنا می‌کنند تا از این خدایان طلب کمک و مساعدت نمایند. از آنجایی که خدایانی که به این ترتیب تکریم می‌شوند اساساً همان خدایان شینتویی باستانی هستند، این فرقه نیز شعب کوچکتری از دین شینتو به‌شمار می‌آید. اما ترکیب نیرومندی از نفوذ آیین بودایی و تائویی در آداب و رسوم آنها به چشم می‌خورد، به نحوی که مشکل بتوان گفت هنوز هم شینتویی نامگذاری مناسبی برای آنها است. در هر صورت اکثر آموزه‌های این فرقه بر پایه تعالیم شینتویی قرار دارد و پیروان آن نیز تلاش می‌کنند تا از طریق تطهیر، ریاضت‌های مذهبی، و انجام قوانین شینتویی در زندگی روزمره خود، به هماهنگی معنوی با خدایان دست یابند. آنان اوصاف الهی خدایان و خیرخواهی خاندان سلطنتی ژاپن را ستایش می‌کنند. رفاه عمومی نوع بشر، و سرانجام صلح پایدار از شعارهای مورد علاقه این فرقه است. قبل از جنگ جهانی دوم آموزه‌های اعتقادی آنها شامل مطالب فراوانی بود که می‌شد آنها را ملی‌گرایی افراطی به حساب آورد اما امروزه اکثر این اجزا و عناصر اعتقادی حذف شده‌اند.
اعتقاد بر این است که همه کوه‌ها ارواح مقدسی دارند اما از دید کل ملت ژاپن، کوه فوجی مقدس‌ترین آنهاست بعضی از ژاپنی‌ها حتی آن را روح خالق همه جهان به‌شمار می‌آورند. دومین کوه محبوب مردم کوه اونتاکه بلندترین قله رشته کوه‌های آلپ ژاپنی است.